# 뉴코
뉴코(Nucor Corporation)는 철강과 그 관련 제품들을 생산하는 미국의 기업이다. 노스캐롤라이나 샬럿에 본사를 두고 있으며, 현재 미국 최대의 제철 회사이자 세계 최대의 미니밀(mini mill) 철강 생산 기업이다. 보유하고 있는 모든 제철소에 노동조합이 없어, 노조가 없는 철강 회사로 잘 알려져 있다.